# Euproctis chrysosoma
Euproctis chrysosoma är en fjärilsart som beskrevs av Collenette 1939. Euproctis chrysosoma ingår i släktet Euproctis och familjen tofsspinnare. Inga underarter finns listade i Catalogue of Life.